# Stazione di Berlino-Rummelsburg
La stazione di Berlino-Rummelsburg (in tedesco Berlin-Rummelsburg) è una fermata ferroviaria di Berlino, sita nel quartiere omonimo.

## Movimento
La fermata è servita dalla linea S 3 della S-Bahn.

## Interscambi
- Fermata tram (S Rummelsburg, linea 21)[2]
- Fermata autobus